# ویلیام کمپبل

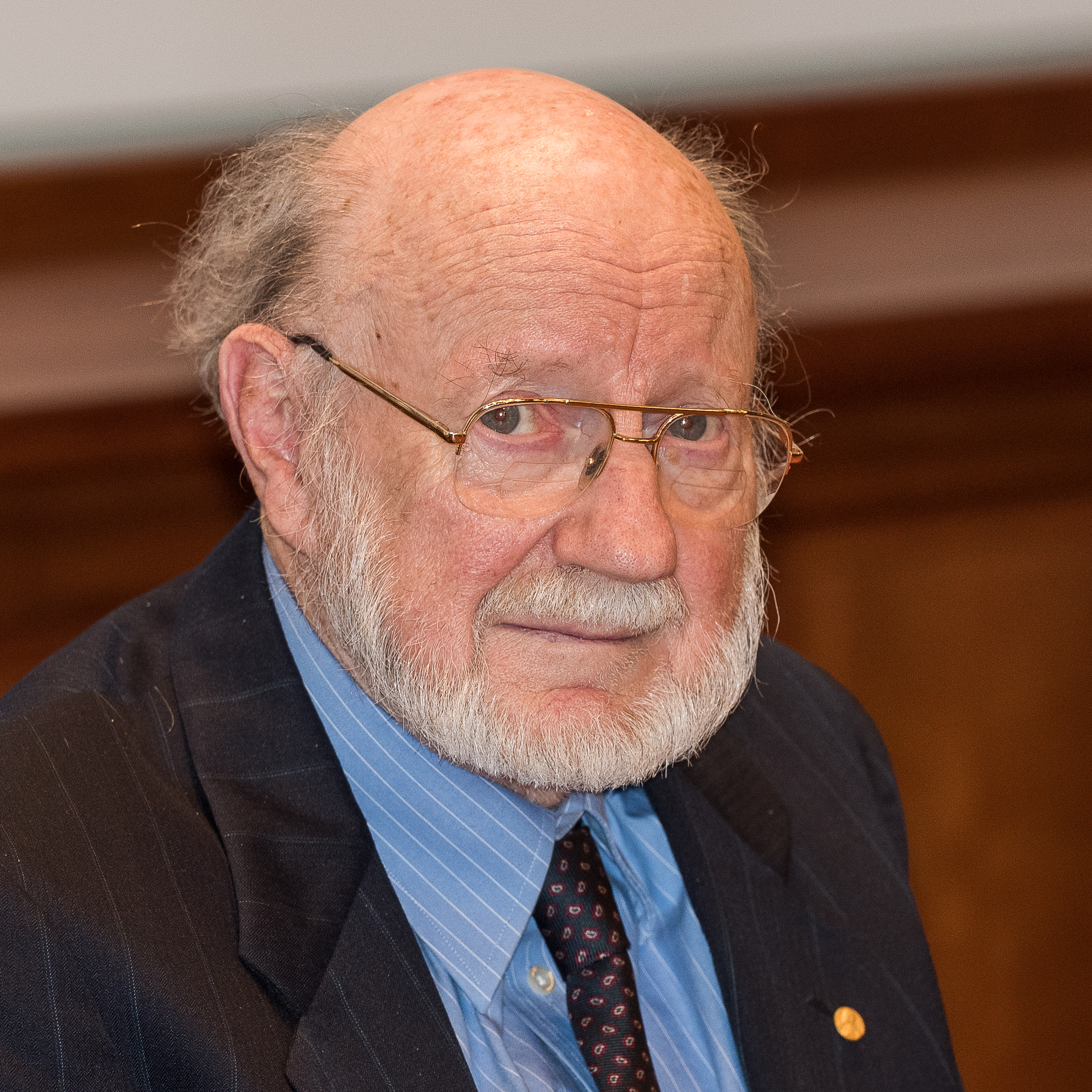
عکسی از ویلیام کمپبل در ۲۰۱۳

ویلیام "بیل" وی کمپبل (به انگلیسی: William "Bill" V. Campbell) رئیس هیئت مدیره شرکت اپل بود. همچنین کمپبل عضو هیئت مدیره و مدیرعامل سابق شرکت اینتوییت بود. کمپبل در گذشته به عنوان نایب رئیس بخش بازاریابی شرکت اپل فعالیت می‌کرد.
وی در ۱۸ آوریل ۲۰۱۶ از دنیا رفت.
در پنسیلوانیا بزرگ شد و به تیم کلمبیا پیوست، زیرا پدرش مربی فوتبالی را در آنجا می‌شناخت و او می‌خواست که فوتبال بازی کند. بیل دارای مدرک تحصیلی در زمینه‌ی آموزش و پرورش بود و به عنوان مربی فوتبال کالج مشغول به کار شد.
جایی در این راه او تغییر مسیر داد و به اپل راه یافت و در آنجا، علاوه بر کارهای دیگر، او شرکت را ترغیب به نگه داشتن تبلیغات مشهور “۱۹۸۴” سوپر بول کرد.
او به مسیرش ادامه داد و معاون رئیس شد و جایگاه بالایی در Intuit پیدا کرد و در نهایت به یک مشاور برجسته و قابل اعتماد برای تعداد قابل توجهی از اشخاص مطرح در دنیای تکنولوژی از جمله استیو جابز، اریک اشمیت، لری پیج، جف بزوس، بن هارویتز و دیگران تبدیل شد. درگذشت او واقعه‌ای بسیار تاثربرانگیز بود، هرچند ما هنوز می‌توانیم از خرد او استفاده نماییم.